# Svarta hål, Småland
Svarta hål är en sjö i Vetlanda kommun i Småland och ingår i Emåns huvudavrinningsområde. Svarta hål ligger i Svarta håls vildmark Natura 2000-område.